# Irazú
L'Irazú est un stratovolcan actif situé dans la cordillère Centrale (Cordillera Volcánica Central), au Costa Rica. Il culmine à 3 432 mètres d'altitude. Le cratère héberge un lac acide, qui s'est lentement évaporé en avril 2013 à la suite de la reprise de l'activité volcanique.
Il se trouve à l'intérieur du parc national qui porte son nom, le parc national du Volcán Irazú, à environ trente kilomètres à l'ouest de la ville de Cartago.
Les volcans Turrialba et Irazú sont parfois qualifiés de jumeaux car ils prennent appui sur le même socle.

## Géographie

### Situation, topographie

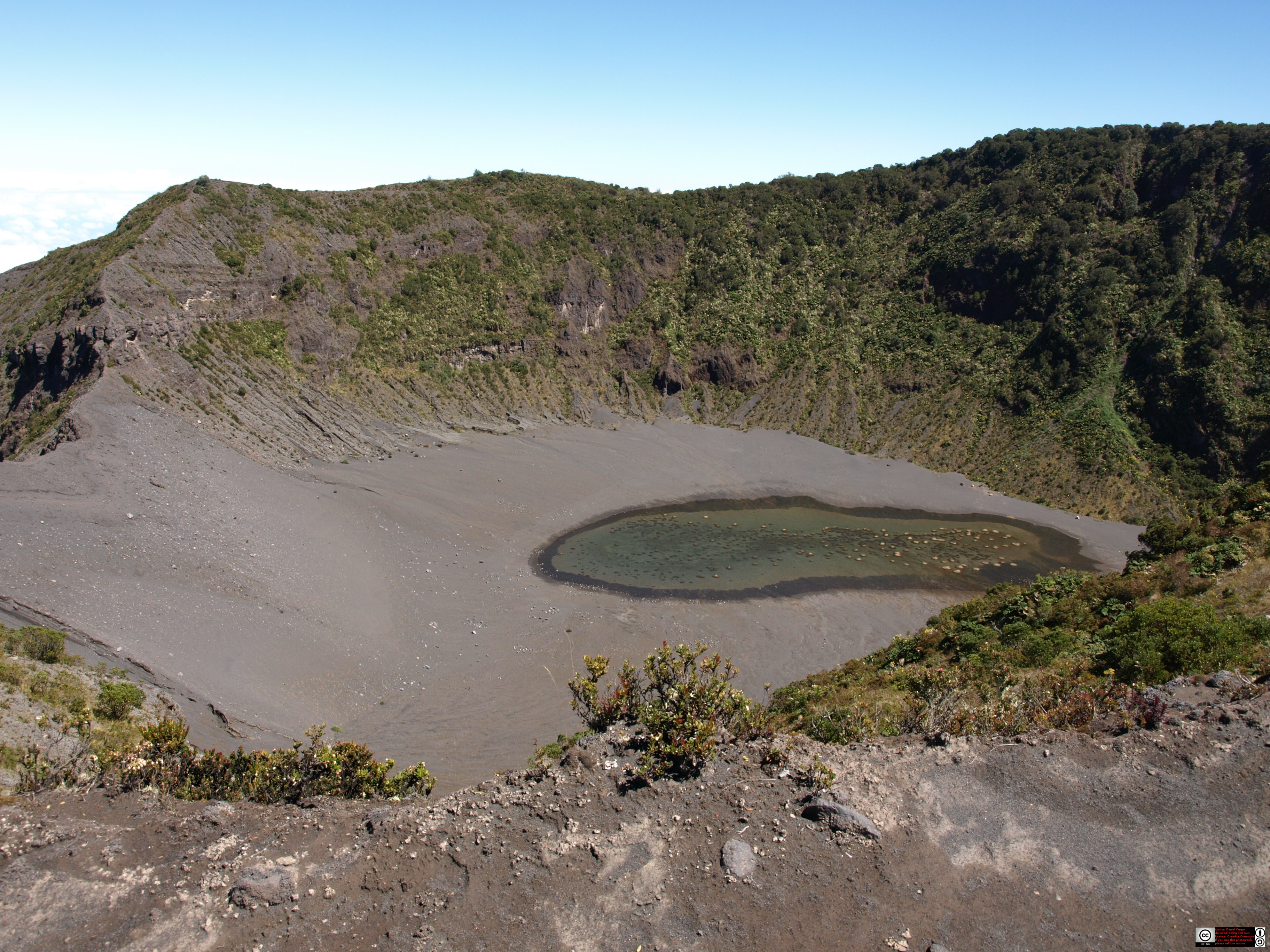
Vue du cratère Diego de la Haya avec son petit lac.

Le volcan Irazu est situé à 30 km de la ville de San Rafael de Oreamuno, dans la province de Cartago. Il s'élève à 3 432 mètres d'altitude et sa forme est subconique irrégulière[Quoi ?].
La zone intra-cratère est constituée de trois structures principales :
- le cratère actif fait 1 000 m de diamètre, une profondeur de 180 m et héberge un lac coloré ;
- le cratère Diego de la Haya Fernández (inactif) se trouve au nord de la caldeira avec une profondeur de 80 m ;
- sur le côté une large structure semi-plane qui correspond aux restes d'une ancienne terrasse nommée Playa Hermosa.

Au sud de ces cratères et séparé par la terrasse de Playa Hermosa, se trouvent les restes d'une bordure d'une ancienne caldeira. À l'est du Diego de la Haya se trouve un cône pyroclastique bien préservé de 80 m d'altitude, avec un cratère détruit au nord. Ce cône est bordé sur le côté est et sud par les restes de deux cratères. Dans le secteur est existaient les restes d'un antique cône très érodé. Au nord-est du cratère principal se trouvent des coulées de lave. Vers le sud de la cime principale se trouvent les cônes pyroclastiques de cerro Noche Buena, cerro Gurdián, cerro Pasquí.

### Géologie
Les dépôts volcaniques sont constitués par une série de flux de laves mélangés avec le manteau de scories rouges.
Les laves de l'Irazú peuvent se classer comme andésitiques, andésites basaltiques et basaltiques.

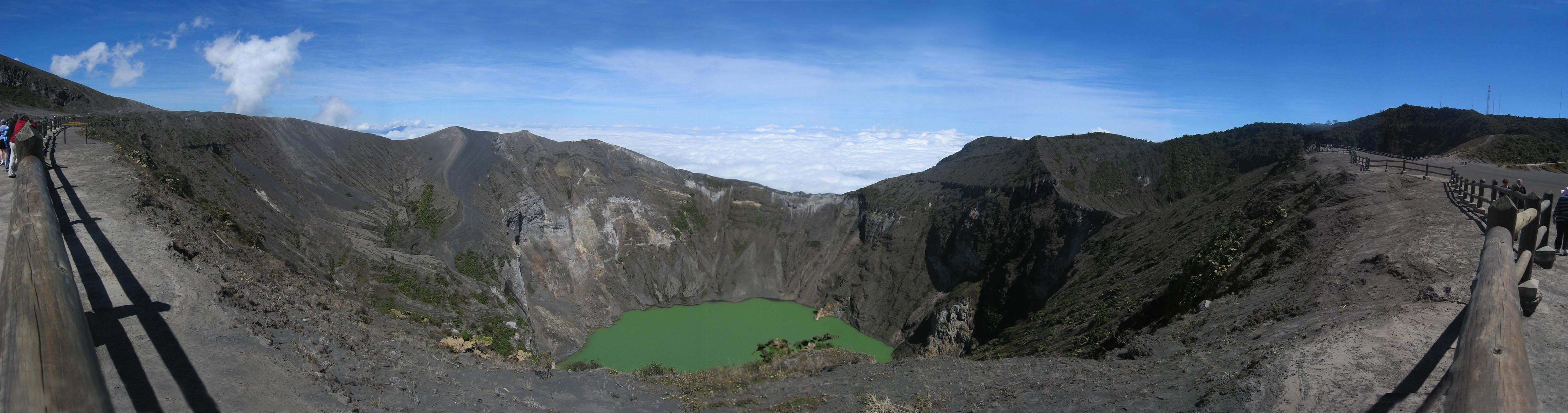
Vue panoramique du volcan Irazú.

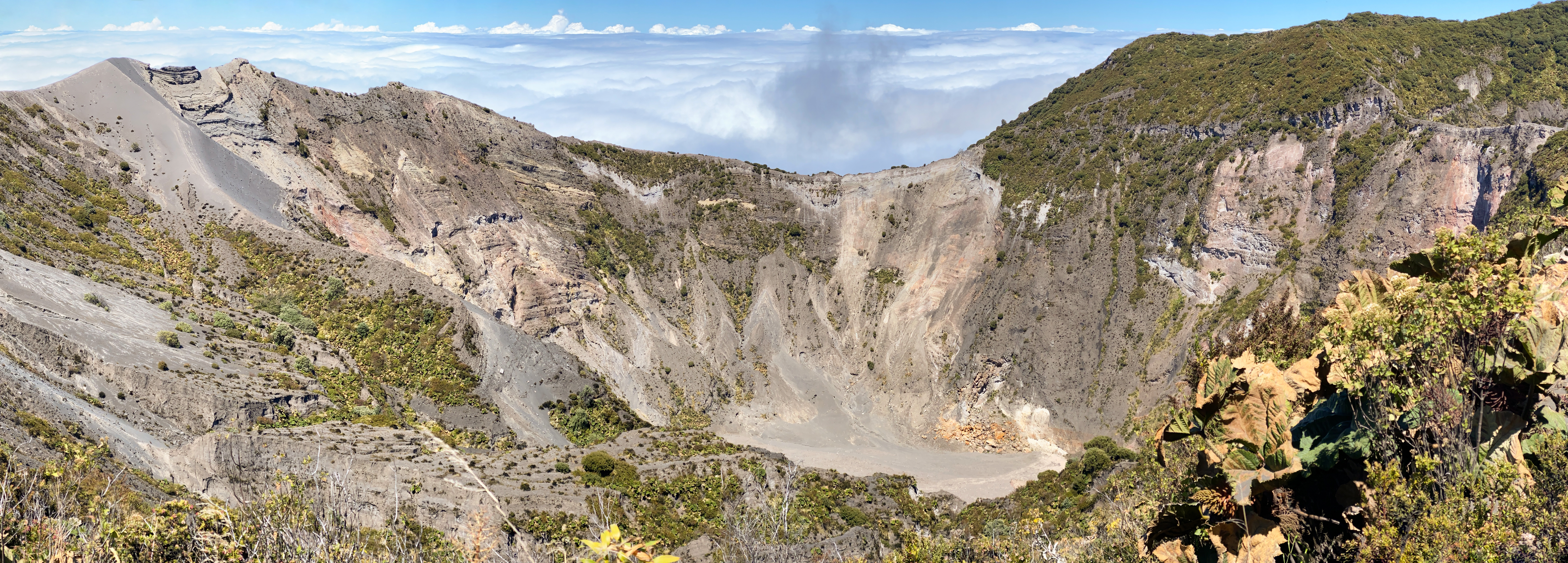
Vue du volcan Irazú avec le lac asséché.

### Climat
La température au sommet oscille entre -6 et 17 °C.

## Histoire

### Histoire humaine
Sur ses contreforts se trouvait en 1569 un peuple indigène appelé Istarú ou Iztarú. On croit[Qui ?] qu'au cours du temps ce nom s'est déformé jusqu'à aujourd'hui. Il existe un nom de famille en basque Irazú qui signifie « lieu de fougères »[réf. souhaitée] et sur les contreforts du volcan les fougères arborescentes se trouvent facilement. De plus, l'usage du nom Irazú est relativement récent et il ne se trouve pas mentionné dans les documents des XVIe et XVIIe siècles, à l'époque le volcan est nommé simplement en tant que volcan de Carthage. Il est aussi connu comme Santa Bárbara Mortal de la Naturaleza.

### Histoire éruptive
Il a fait fréquemment éruption dans les temps historiques, au moins 23 fois depuis sa première éruption inscrite en 1723. L'éruption la plus récente a commencé en 1963 et s'est poursuivi jusqu'en 1965. Elle a commencé lors d'une visite du président américain John F. Kennedy au Costa Rica et a couvert de cendres la capitale et la majeure partie de la vallée Centrale.
Depuis l'éruption de 1963, le volcan a été inactif, bien que les tremblements de terre fréquents montrent que le magma se déplace toujours sous le volcan.
En 1994 une petite éruption phréatique, causée par des pluies abondantes qui ont déstabilisé le versant du volcan, a dérivé dans la décompression rapide du système hydrothermal ce qui a provoqué un mouvement dans la masse et de grandes avalanches qui sont arrivées jusqu'à 20 km vers le nord en suivant le lit du Río Sucio.
Actuellement[Quand ?] des manifestations sont observées, des fumeroles à l'intérieur du lac du cratère et un champ de fumeroles se maintient actif au nord-ouest dans le mur externe du cratère principal. Tout l'édifice volcanique est extrêmement instable. Son passé géologique a laissé des traces dans ses flancs qui montrent que de grands segments de ces murs sont susceptibles aux mouvements lents mais régionaux, lesquels provoquent des mouvements dramatiques dans la masse. Les basses parties de l'édifice où Carthage s'assoient, trouvent remplies à ras bord avec les restes de ces évènements[pas clair].
Dans une moindre mesure, mais avec une plus grande fréquence, des glissements des secteurs les plus pentus se déchargent à la suite de pluies intenses. Vers les secteurs nord-ouest et nord, le lac du cratère suspendu à plus de trois kilomètres de hauteur constitue un risque significatif en cas d'un débordement à cause de la sismicité ou d'une instabilité physique.

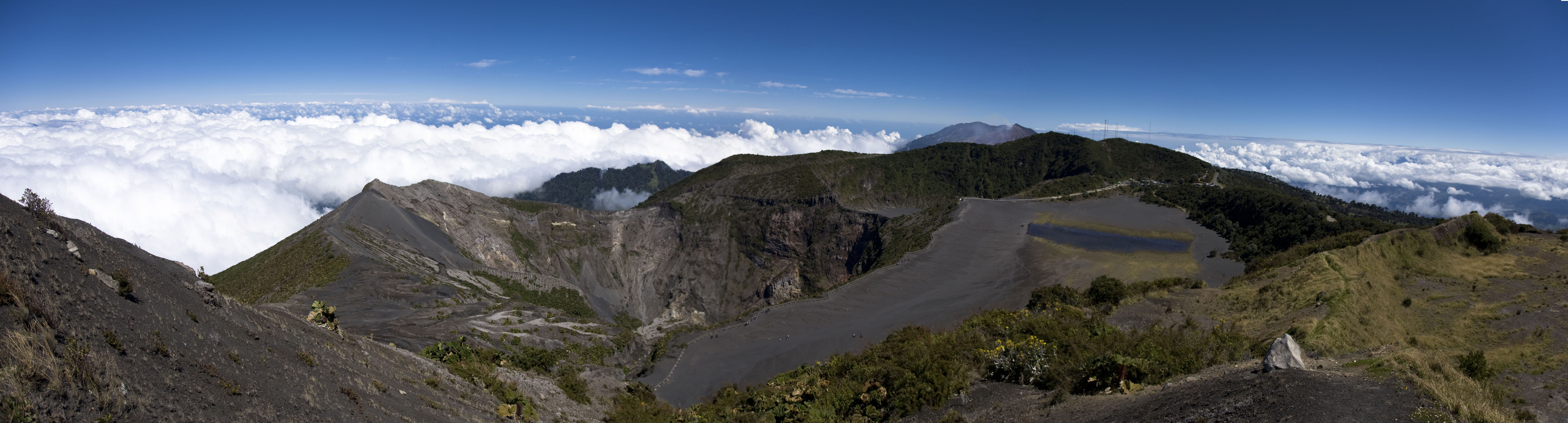
Vue panoramique du volcan Irazú.

## Risque volcanique
L'Irazú est l'un des volcans les plus actifs et le plus potentiellement dangereux du Costa Rica. Les principaux risques sont représentés par les lahars et les événements pyroclastiques, ainsi que les explosions latérales et la formation de nouveaux foyers éruptifs.
Au cours des 2 600 dernières années, il a connu au moins trente événements explosifs. L'intervalle entre deux éruptions varie entre 23 et 100 ans, avec un événement majeur tous les 85 ans en moyenne. Par son histoire éruptive, son altitude, sa position géographique (2,5 millions de personnes vivent à moins de 30 km du centre du volcan) et les conditions climatiques, l'Irazú constitue une source de risques majeurs de catastrophe naturelle pour la vallée Centrale. Ses cendres sont susceptibles de paralyser les principales activités socio-économiques de la région la plus peuplée du pays, incluant l'aéroport international par où transite le flux primaire de l'économie nationale (tourisme et exportation de biens).